# 伊豆東海岸テレビ中継局
伊豆東海岸テレビ中継局（いずひがしかいがんテレビちゅうけいきょく）は、東京都大島町（伊豆大島）に置かれている静岡県域局向けの地上デジタルテレビ中継局である。

## 中継局概要
| リモコン キーID | 放送局名            | 物理 チャンネル | 空中線電力 | ERP  | 放送対象地域 | 放送区域 内世帯数 | 偏波面   | 放送開始日    |
| --------------- | ------------------- | --------------- | ---------- | ---- | ------------ | ----------------- | -------- | ------------- |
| 1               | NHK静岡 総合        | 33ch            | 20W        | 300W | 静岡県       | 14,141世帯        | 水平偏波 | 2013年1月29日 |
| 2               | NHK静岡 教育        | 13ch            | 20W        | 300W | 全国放送     | 14,141世帯        | 水平偏波 | 2013年1月29日 |
| 4               | SDT 静岡第一テレビ  | 29ch            | 20W        | 300W | 静岡県       | 14,141世帯        | 水平偏波 | 2013年1月29日 |
| 5               | SATV 静岡朝日テレビ | 20ch            | 20W        | 300W | 静岡県       | 14,141世帯        | 水平偏波 | 2013年1月29日 |
| 6               | SBS 静岡放送        | 15ch            | 20W        | 300W | 静岡県       | 14,141世帯        | 水平偏波 | 2013年1月29日 |
| 8               | SUT テレビ静岡      | 17ch            | 20W        | 300W | 静岡県       | 14,141世帯        | 水平偏波 | 2013年1月29日 |

## 所在地
- 東京都大島町元町字佐渡の尾 「三原山」北西山腹（「ホテル椿園」東方、「御神火茶屋」北西）

## 放送エリア
- 賀茂郡東伊豆町の全域、伊東市・下田市及び賀茂郡河津町の各一部[1]、14,141世帯[2][3]。
- 正式な放送エリアではないが、送信所直下となる東京都大島町の一部でも受信できる。

## 歴史
- 2012年
  - 4月10日 - 総務省が、静岡県伊豆半島東側の地上デジタル放送難視地区に対して設置を計画している中継局（仮称：伊豆東中継局）について、意見を募集（募集期間：2012年4月11日 - 2012年5月10日）[1]。
  - 6月30日 - 総務省のデジタル中継局新規整備リストに、中継局名「伊豆東海岸」、開局予定「2012年度」として記載される[4]。
  - 7月下旬 - 在静テレビ局各社が、総務省関東総合通信局に「伊豆東海岸デジタル中継局」の免許申請書を提出[5]。
  - 11月5日 - 予備免許交付[2][3]。
- 2013年
  - 1月7日 - 試験放送開始[3]。
  - 1月25日 - 免許交付。
  - 1月29日 - 放送開始。
  - 10月16日 - 台風26号の土砂災害で被災。一時放送を中断した[6][7][8]。

## その他
- 全局デジタル新局として置局。
- 静岡県伊豆半島東側の伊東市、下田市、賀茂郡東伊豆町・河津町の各一部地域において発生している、地上デジタルテレビジョン放送の難視地区（地デジ難視対策衛星放送による視聴にて対応している地区）を解消するために開局した[1]。
- 伊豆大島デジタルテレビ中継局の近傍に設置され、放送波には静岡県方面への指向性がかけられる。
- 相模灘（都県境）を挟んだ対岸（県外）をサービスエリアとする、いわゆる域外中継局になる。
- 在静テレビ局の中継局では唯一、総務省関東総合通信局の管轄エリアとなる。